# Saban's Adventures of the Little Mermaid
Saban's Adventures of the Little Mermaid (originele titel: Ningyo Hime Marina no Boken) is een animatieserie voor de jeugd uit 1991 van de Japanse producent Fuji. De serie werd in datzelfde jaar bewerkt voor een Amerikaans publiek door Saban. Het verhaal is gebaseerd op het sprookje De kleine zeemeermin van Hans Christian Andersen. In Vlaanderen verscheen de reeks op VTM bij TamTam.

## Verhaallijn
Als de zeemeermin Marina prins Justin van het gevaar redt, wordt ze verliefd op hem en verlangt ze ernaar een mens te worden.

## Rolverdeling
Met de stemmen van onder anderen:
| Personage    | Amerikaanse versie | Japanse versie  | Nederlandse versie |
| ------------ | ------------------ | --------------- | ------------------ |
| Marina       | Sonja Ball         | Jun Kōnomaki    | Jody Pijper        |
| Prins Justin | Thor Bishopric     | Takehito Koyasu | Koos van der Knaap |

## Afleveringen
1. Return to the Sea
2. In the Wrong Hands
3. Water Water Everywhere
4. A Leopard and Her Spots
5. Lothar's Revenge
6. What's Cookin'?
7. Be Careful What You Wish
8. A Day In the Country
9. Safe Deposit
10. Sugar and Spice
11. A Friend Indeed
12. Song of the Sea Witch
13. The Valley of the Volcanoes
14. Quest for the Golden Tablet
15. A Case of Mistaken Identity
16. Beauty and the Beastly Prince
17. A Man's Beast Friend Is His Dogfish
18. A Mortal In Mermaid's Clothing
19. Nature Hike
20. My Bonnie Lies Under the Sea
21. The Trojan Seahorse
22. A Rose By Any Other Name
23. X Marks the Spot
24. One Man's Bread Is Another Man's Poison
25. Hold That Thought
26. Waste Not, Want Not

## Muziek
De originele Japanse leader is getiteld Yumemiru Mermaid (Dromende mermaid), waarvan het woordje 'mermaid' Engels is voor 'zeemeermin'. De eindleader heeft als titel Pearl-no Kimochi (Parelgevoelens). Beide werden uitgevoerd door Yumi Hiroki, bekend als de Japanse stem van Winnie de Poeh, en beide hebben een speelduur van één minuut en dertig seconden.
De Amerikaanse leader, die de magische ervaringen onderzee beschrijft, duurt in totaal één minuut en wordt in het Engels gezongen door een zangeres.

## Varia
- In de jaren negentig werd voor VHS een Nederlandstalige versie geproduceerd. Hierop sprak Jody Pijper de stem in van Marina. Minstens twaalf afleveringen werden uitgebracht, verspreid over zes video's onder de titel Saban's Avonturen van de Kleine Zeemeermin. JPS Studio, het hedendaagse JPS Producties, was verantwoordelijk voor de Nederlandse nasynchronisatie van oorsprong geproduceerd en uitgebracht vanaf het jaar 1991.
- Werd rond 2000 uitgezonden in Nederland door kinderzender Fox Kids in de Engels gesproken versie, Nederlands ondertiteld.